# Pacific University Egészségügyi Campus
A Pacific University Egészségügyi Campusa az Amerikai Egyesült Államok Oregon államának Hillsboro városában található. A 2006-ban megnyílt kampuszon működik az intézmény egészségügyi főiskolája, de ideköltöztetnék az optometriai főiskolát és a pszichológiai intézetet is. A két épületből álló képzőhely a MAX vasútvillamos Tuality Hospital/Southeast 8th Avenue megállóhelye közelében fekszik.

## Története
Az egyetem igazgatótanácsa 2005 márciusában egy 20 900 négyzetméteres hillsborói telek megvásárlásáról döntött, majd májusban a Tuality Healthcare-től kétezer négyzetmétert vásároltak azzal a szándékkal, hogy ott két épületet emelnek, valamint a Virginia Garcia Emlékkórházat is odaköltöztetik.
A döntés azért született meg, hogy az egészségügyi képzések a gyakorlati helyekhez (például az Oregoni Egészségtudományi Egyetem és a Tualaty Kórház) közelebb folyjanak, emellett a bölcsészettudományi iskola is bővülhessen. A campust szövetségi, állami, megyei, városi és magánbefektetői támogatásokból építették fel.
A második, 11 600 négyzetméteres bővítés költségeit 45 millió dollárra becsülték. A opciós szerződés keretében vásárolt területen a pszichológiai intézet és az optometriai főiskola képzőhelyeit alakították ki.
Az alapkőletétel 2005. augusztus 9-én volt; a projekt fővállalkozója a Lease Crutcher Lewis lett. Az első épület 2006 augusztusára készült el; röviddel az átadás előtt helyi lakosok aggodalmukat fejezték ki a kevés parkolóhely miatt. Az egyetem és a város 16 millió dollár szövetségi támogatásért folyamodtak egy parkolóház felépítéséért, melyhez az állam hétmillióval járult hozzá. A létesítmény tulajdonosa a város lett.
Az első épület 2007 decemberében megkapta a LEED arany fokozatú energiatanúsítványát. A településrendezési terv miatt a második épületet az elsőtől északra tervezték. A szomszédos telkek lakói a négyszintes épület miatt keresetet nyújtottak be a földhivatali békéltető testülethez, de vesztettek. A Fellebbviteli Bíróság 2008 novemberében helyben hagyta a testület döntését, a földmunkákat pedig decemberre befejezték. Az építkezés 2009-ben kezdődött, az átadást 2010-re tervezték. A harmadik épület átadási dátumát 2014-re, a negyediket a Miller Education Center részeként 2024-re tervezték.
Az intermodális csomópont részét képező parkolóház építése 2009-ben kezdődött. A létesítményben elektromos töltök, zárt kerékpártárolók és zuhanyzók is találhatók. A második épületet 2010 augusztusában adták át. A 2012-ben indult audiológiai képzés helyszíne a néhány utcasarokra fekvő 7th Avenue Medical Plaza.

## Campus
Az ötszintes, 9700 négyzetméter területű első épületet az SRG Partnership tervezte. 2009-ben felvette a nyugdíjba vonult rektor, Phillip D. Creighton nevét. A harmincmillió dolláros létesítmény ablakait konzolos árnyékolókkal szerelték fel, a toalettek öblítéséhez pedig az összegyűjtött esővizet használják. Az észak-déli tájolású épület fejlett HVAC-rendszerrel van felszerelve. A narancssárga téglával és ezüstszínű fémmel burkolt létesítmény alsó két szintjén a Virginia Garcia Emlékkórház található.
A második épületben wellnessközpont, valamint az optometriai és pszichológiai képzések találhatóak. A campust összesen hat épületesre bővítenék, melyekhez a kórházzal és a várossal közösen felépített parkolóház kapcsolódna. Később ápolói képzés is indulna.
A campusnak saját könyvtára van.

## Oktatás
A campuson található az egészségtudományi főiskola és az orvosasszisztensi intézet, valamint a pszichológiai intézet egyes tanszékei is. Fogorvosi, gyógyszerészi, illetve foglalkozás- és fizikoterápiai képzések zajlanak. A pszichológiai, fogorvosi és fizikoterápiai szakok gyakorlati képzése helyben folyik.

## Fordítás
- Ez a szócikk részben vagy egészben  a   Pacific University Health Professions Campus című angol Wikipédia-szócikk ezen változatának fordításán alapul.  Az eredeti cikk szerkesztőit annak laptörténete sorolja fel. Ez a jelzés csupán a megfogalmazás eredetét és a szerzői jogokat jelzi, nem szolgál a cikkben szereplő információk forrásmegjelöléseként.